# میریم آکدیو
میریم آکدیو (انگلیسی: Myriem Akheddiou؛ زادهٔ ۲۷ سپتامبر ۱۹۷۸) بازیگر اهل بلژیک است. وی از سال ۲۰۱۰ میلادی تاکنون مشغول فعالیت بوده‌است.
از فیلم‌ها یا برنامه‌های تلویزیونی که وی در آنها نقش داشته‌است می‌توان به پسری با دوچرخه، دو روز، یک شب، احمد جوان، دختر گمنام، اتصال و تیتان اشاره کرد.